# (9004) Peekaydee
(9004) Peekaydee ist ein Asteroid des äußeren Hauptgürtels, der am 22. Oktober 1982 vom US-amerikanischen Astronomen Greg Aldering am Kitt-Peak-Nationalobservatorium (IAU-Code 695) in Arizona entdeckt wurde.
Der mittlere Durchmesser des Asteroiden wurde mit 13,524 km (± 0,063) bestimmt. Er hat mit einer Albedo von 0,075 (± 0,007) eine recht dunkle Oberfläche. Die Rotationsperiode von (9004) Peekaydee wurde unter anderem 2016 von Adam Waszczak, Chan-Kao Chang, Eran Ofek et al. untersucht. Die Lichtkurve reichte jedoch nicht zu einer Bestimmung aus.
Der Asteroid wurde am 13. April 2017 nach dem US-amerikanischen Science-Fiction-Autor Philip K. Dick (1928–1982) benannt.